# USPA

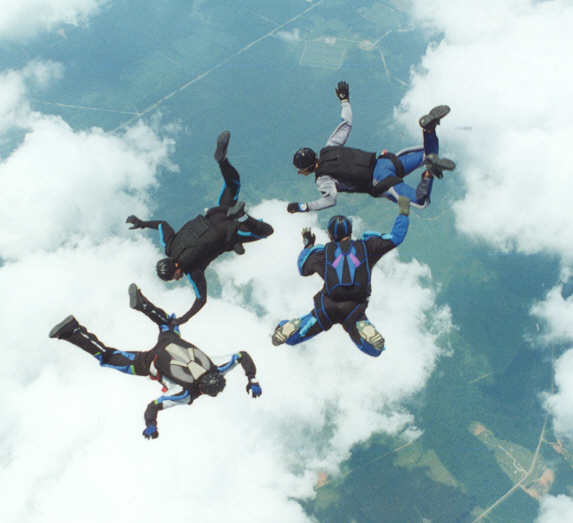
Скайдайвінг

Асоціація Парашутистів США (United States Parachute Association, USPA) є самоврядною організацією для спорту скайдайвінг. Головний офіс розташований у Фредеріксбургу, Вірджинія паралельно до траси I-95. Корені  USPA сягають до організації Національної Парашутної Ріггерсько-Стрибкової, Інк., (National Parachutes Ruggers-Jumpers Inc.)., яка була заснована у 1930х роках.

## Функції
USPA видає спортивні ліцензії скайдайвінгу та відповідні нагороди, публікує і керує методичними матеріалами на тематику скайдайвінгу, а також курсові матеріали, з яких беруть інструкторські рейтинги, виконує роль легального адвоката та політичного лобі по скайдайвінгу, надає сторонні страхування для скайдайверів, керує Базовими Інструкціями Безпеки (Basic Safety Requirements, BSR's (англ.)) у вигляді інструкцій по безпеці, яким варто слідувати, координує змагання зі скайдайвінгу і проводить нагородження, публікує журнал Парашутист, що видається щомісяця для членів організації.
Є плани по побудові Національного Музею Скайдайвінгу у США у сусідніх дверях до будівлі USPA.

## Зовнішні посилання
- Official офіційний вебсайт USPA [Архівовано 25 вересня 2019 у Wayback Machine.] (англ.)
- Національний Музей Скайдайвінгу у США [Архівовано 11 липня 2011 у Wayback Machine.] (англ.)
- Асоціація Парашутної Індустрії [Архівовано 24 серпня 2017 у Wayback Machine.] (англ.)
- Парашутний журнал та інші публічні матеріали [Архівовано 1 січня 2013 у Wayback Machine.] (англ.)